# Лувийци
Лувийците са древен народ обитавал Мала Азия.
Лувийците са родствена народност на хетите, която поне от XVIII век пр. н.е. обитава западното и по-специално югозападното крайбрежие на Мала Азия. По времето на Хетското царство съставят една от общо трите родствени регионални ветви, заедно с несийската (собствено хетска) и палайската.
За пръв път лувийците са споменати от хетите през XVI век пр. н.е. Те играят активна роля в унищожаването на хетското царство, след което мигрират на изток. По-късно, с миграцията на фригите от Балканите, те са откъснати от родствените им народи в югозападна Мала Азия. Лувийците формират политическия и културния елит в новосформаираните неохититски градове-държави. Липсата на политическо единство между тях води до завладяването им от арамейците през X век пр. н.е. Докъм 708 г. пр. н.е. неохититските държави са напълно абсорбирани от Асирия.
Преди XII век пр. н.е. лувийската култура показва значителни прилики с тази на хетите и чрез тях, с културата на хурийците. Така например, пантеонът с боговете им е почти идентичен, езиците им принадлежат към същата индоевропейска група, а лувийските йероглифи се откриват върху хетски печати още в XVIII век пр. н.е..